# Lupinus sabinianus
Lupinus sabinianus är en ärtväxtart som beskrevs av John Lindley. Lupinus sabinianus ingår i släktet lupiner, och familjen ärtväxter. Inga underarter finns listade i Catalogue of Life.